# Győző Forintos
Győző Forintos (en húngaro: Forintos Győző) (Budapest, 30 de julio de 1935 - Budapest, 6 de diciembre de 2018) fue un economista y ajedrecista húngaro, que desde 1974 tenía el título de Gran Maestro. SU hija Gyöngyvér, también jugadora de ajedrez, se casó con el GM anglofrancés Anthony Kosten.

## Resultados destacados en competición
Participó en el Campeonato de Hungría ja en 1954.
En torneos, fue primero en el Reggio Emilia de 1962/3, segundo en el Wijk aan Zee 1970 (por detrás de Andersson), primero en Baja 1971, tercero en Caorle 1972, segundo en Vrnjačka Banja 1973, segundo en Reykjavík 1974 (por detrás de Smislov, y por delante de Bronstein), segundo en Novi Sad 1974, segundo empatado en Lone Pine 1976 (por detrás de Petrossian), segundo en Sarajevo 1978, y primero empatado en el Abierto de Perpiñán de 1987.
Forintos también participó, representando a Hungría, en seis Olimpiadas de ajedrez (1958, 1964, 1966, 1970, 1972 y 1974), y obtuvo una medalla de plata i una de bronce por equipos. En 1958, obtuvo la medalla de oro por su impresionante puntuación individual del 80%.
Como escritor de ajedrez, produjo dos obras notables sobre aperturas, en inglés junto a Ervin Haag: Petroff Defence, MacMillan Chess Library, 1992 e Easy Guide to the 5.Nge2 King's Indian, Everyman, 2000. Este último libro describe un método bastante poco convencional por jugar con blancas contra la defensa india de rey. Muchas veces mencionado como «ataque húngaro», es un sistema que Forintos desarrolló él mismo, y del cual se convirtió en un experto.